# L'Excursion (nouvelle)
Pour les articles homonymes, voir L'Excursion.
L'Excursion (titre original : The Jaunt) est une nouvelle de Stephen King parue initialement en 1981 dans le magazine américain The Twilight Zone Magazine. Elle a ensuite été publiée en 1985 dans le recueil de nouvelles Brume.

## Résumé
Au XXIVe siècle, la téléportation est un moyen de transport courant entre les planètes surnommé « l'excursion ». Mark Oates, qui est sur le point d'aller sur Mars par ce moyen avec sa femme et ses deux enfants, raconte à sa famille l’histoire de la téléportation. Après des tests sur des souris, le scientifique à l'origine de cette découverte a compris qu'il était nécessaire d'être inconscient pour pouvoir être téléporté sans risques. Mark épargne à sa famille les détails les plus sordides de l'histoire, comme le fait que toutes les personnes, volontaires ou non, qui ont été téléportées en état de veille sont mortes à leur arrivée ou bien sont devenues folles. Il leur explique également que, si l’excursion est pour le corps quasi instantanée, elle dure très longtemps pour l'esprit, leur cachant l'explication détaillée selon laquelle l'esprit ne peut résister sans s'effondrer à la durée, inconnue mais extrêmement longue, de l'excursion, durée pendant laquelle il n'a aucun stimulus externe. 
Peu après la fin du récit de Mark, lui et sa famille sont anesthésiés afin d'être téléportés sur Mars. À son réveil, Mark constate avec horreur que son fils Rick, jeune garçon curieux et téméraire, a retenu sa respiration pendant qu'on lui faisait inhaler le gaz anesthésiant. Ses cheveux sont devenus blancs et son regard semble incroyablement ancien. Rick, pris de convulsions, dit à son père que l’excursion est plus longue qu'on ne le pense avant de s'arracher les yeux et de se mettre à hurler comme un dément.

## Genèse
La nouvelle a été publiée initialement dans le numéro 3 (Vol. 1) de juin 1981 du magazine américain The Twilight Zone Magazine. Elle est ensuite parue dans le recueil Brume. Stephen King destinait initialement la nouvelle au magazine Omni mais celui-ci l'a rejetée pour son manque de rigueur scientifique.

## Intertextualité
La nouvelle rend hommage aux romans Une porte sur l'été (1956) de Robert A. Heinlein et Terminus les étoiles (1957) d'Alfred Bester, les noms des deux écrivains étant cités dans le récit.